# Corinne Brinkerhoff
Corinne Noel Brinkerhoff es una escritora y productora de televisión estadounidense. Ha trabajado en las series The Good Wife y Boston Legal. Fue nominada para el premio Writers Guild of America Award a la mejor serie nueva en 2010.

## Antecedentes
Brinkerhoff nació en Lawrence, Kansas, y se graduó de Lawrence High School. Es exalumna de la Universidad Estatal Truman, inicialmente con especialización en ingeniería aeroespacial, con una especialización en escritura creativa. Cambió de carrera, se graduó y realizó estudios de postgrado en el Boston University College of Communication.

## Carrera

### Boston Legal
Brinkerhoff comenzó a trabajar en televisión en 2004 como asistente ejecutivo del presentador David E. Kelley en Boston Legal. Se convirtió en escritora en 2006, escribiendo nueve episodios en toda la serie. En 2007, se convirtió en editora de historia y en 2008 fue ascendida a editora ejecutiva de historia.

### The Good Wife
Se convirtió en coproductora y escritora de un nuevo drama legal, The Good Wife, en 2009, escribiendo 10 episodios a lo largo de 67 episodios producidos. Brinkerhoff y el equipo de escritores fueron nominados para el premio Writers Guild of America Award a la mejor nueva serie de televisión en 2010 por su trabajo en la primera temporada de The Good Wife.

### Elementary hasta el presente
De 2012 a 2013, Brinkerhoff fue coproductor ejecutivo de la serie de televisión Elementary, escribiendo tres episodios y un guion para otro. En 2014, fue coproductora ejecutiva de la serie de corta duración Reckless, escribiendo un episodio. Escribió un episodio piloto sin nombre antes de convertirse en coproductora ejecutiva y escritora de la serie de televisión Jane the Virgin de 2014 a 2015.
En 2016, creó la serie American Gothic, de la que es showrunner, productora ejecutiva y escritora. También es productora ejecutiva de la serie No Tomorrow que se estrenó en 2016. Escribió sin nombre antes de convertirse en escritora de la serie de televisión Miss Farah de 2019 a 2021, la versión àrabe de la serie estadounidense Jane the Virgin.

## Filmografía
| Año     | Trabajo         | Productora | Escritora | Notas |
| ------- | --------------- | ---------- | --------- | --- |
| 2006–08 | Boston Legal    | Sí         |           | Editora de la historia |
| 2009–12 | The Good Wife   | Sí         | Sí        | Nominada – Primetime Emmy Award for Outstanding Drama Series (63rd Primetime Emmy Awards) Nominada – Writers Guild of America Award por New Series (Writers Guild of America Awards 2009) Nominada – WGA Award for Dramatic Series (Writers Guild of America Awards 2011) |
| 2012–13 | Elementary      | Sí         | Sí        | |
| 2014    | Identity        |            | Sí        | Piloto de televisión |
| 2014    | Reckless        | Sí         | Sí        | |
| 2014–15 | Jane the Virgin | Sí         | Sí        | |
| 2016    | American Gothic | Sí         | Sí        | Creadora de la serie |
| 2016    | No Tomorrow     | Sí         | Sí        | Desarrolladora de la serie |
| 2019-21 | Miss Farah      |            | Sí        | la versión àrabe de la serie estadounidense Jane the Virgin |